# Peperomia delicatula
Peperomia delicatula är en pepparväxtart som beskrevs av Henschen. Peperomia delicatula ingår i släktet peperomior, och familjen pepparväxter. Inga underarter finns listade i Catalogue of Life.